# Soelteria nigra
Soelteria nigra är en spindelart som beskrevs av Friedrich Dahl 1907. 
Soelteria nigra ingår i släktet Soelteria och familjen krabbspindlar. Artens utbredningsområde är Madagaskar. Inga underarter finns listade i Catalogue of Life.